# Крюгер (национален парк)
Национален парк Крюгер е най-големият национален парк в РЮА. Разположен е на територията на две от провинциите на РЮА Лимпопо (провинция) и Мпумаланга. Неговата площ е 18 989 km2 и се простира на 350 km в посока север – юг и на 60 km от изток на запад. На север граничи със Зимбабве, а на изток с Мозамбик. Крюгер е един от трите национални парка влизащи в състава на Трансграничен парк Лимпопо. Останалите два са Гонарезу в Зимбабве и Лимпопо в Мозамбик.

## История
Националният парк Крюгер е един от най-големите резервати в света. Инициатор за създаването му е президентът на Република Трансваал Паул Крюгер през 1898 г. Разположен в североизточната гранична част на Република Южна Африка, резерватът първоначално е наричан „Резерват Сабие“, а след присъединяването към него на резервата „Шингведзи“ носи името на създателя си „Крюгер“. Отворен е за посещения от 1927 г. За посетителите в парка са изградени добре защитени лагери и над 2000 km асфалтирани пътища.

## Климат и реки
В тази част на Африка климатът е преходен тропически с меки зими и горещи лета. Дъждовният сезон е с продължителност от октомври до март със средно количество на валежите около 700 mm. Въпреки обилните валежи през лятото реките рязко намаляват водният си отток и се налага доставка на вода за животните. През парка „Крюгер“ преминава пълноводната река Сабие, около бреговете на която е царството на хипопотамите и крокодилите. Други реки са Крокъдайл (южната граница на резервата), Лимпопо (северната граница на резервата), река Матжулу, Класери, Тимбавати, Гроот Летаба, Шингведзи и техни притоци.

## Растителност и животни
Южната част на парка е савана, покрита с храсти и треви. На север, в по-сухата част на парка, растителността е саванна и с рядко разпространено мопане – основен дървесен представител.
Животинският свят е значително по-разнообразен. Паркът се обитава от 147 вида бозайници, 500 вида птици, а влечугите и насекомите са десетки хиляди видове. Тук има представители на хищниците-лъвове, леопарди и гепарди. Във водните басейни – носорози, хипопотами и крокодили. Чифтокопитните са представени от антилопи, зебри, а централната част на парка се обитава и от жирафи. По бреговете на река Мапуто снасят яйцата си кожестите костенурки (Dermochelys coriacea), най-големите костенурки в света, достигащи тегло до 870 kg.